# Angela Freitas

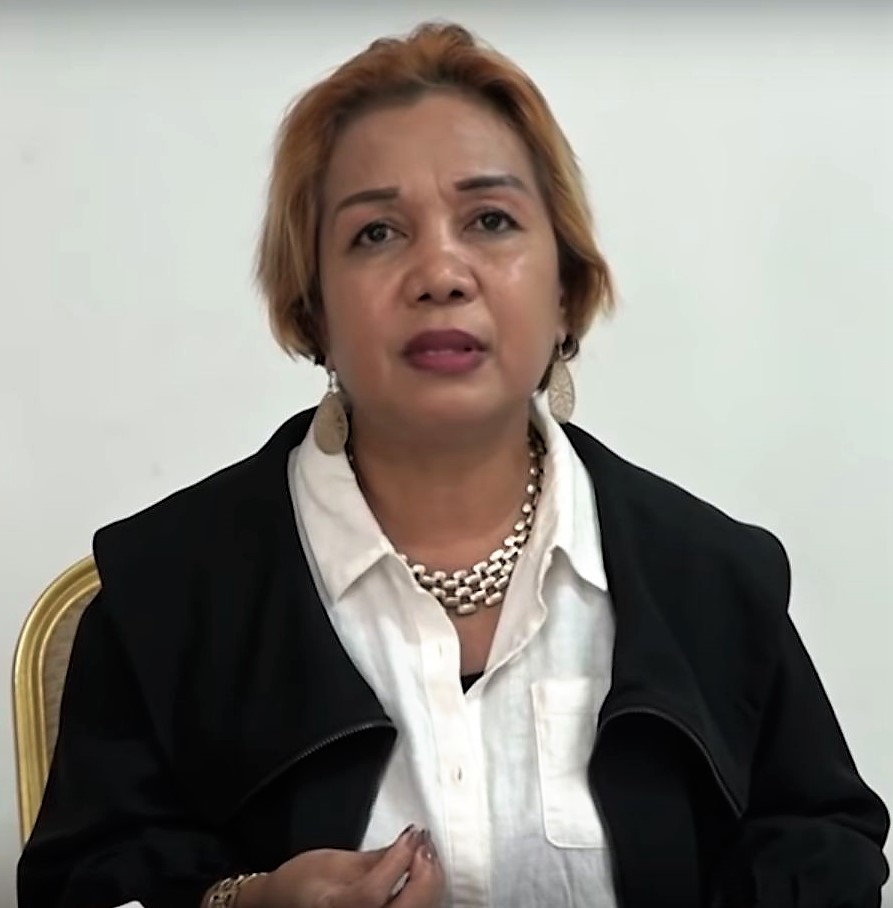
Angela Freitas (2020)

Maria Angela Freitas da Silva (* 10. November) ist eine Politikerin aus Osttimor. Freitas ist die Tochter von Paulo Freitas da Silva, dem Parteigründer der Partido Trabalhista (PT) und sein Nachfolger als Parteivorsitzende, nachdem sie bereits Vizevorsitzende gewesen war.

## Werdegang
Freitas hatte in Indonesien an der Atma Jaya Katholischen Universität Medizin studiert und beschäftigte sich schon länger mit den Menschenrechten in Osttimor, weswegen sie auch von der indonesischen Armee gefoltert worden sein soll. 1988 arbeitete sie als Verbindungsoffizier des indonesischen Instituts für Menschenrechte (Institut HAM) und 1989 als Sekretärin für Menschenrechte mit Amnesty International. Schließlich beschuldigte man sie des Mordes an einem australischen Staatsbürger, weswegen sie, zusammen mit ihren drei Kindern, in einem Männergefängnis eingesperrt wurde. Es gab keine Anklage, das angebliche Opfer wurde nicht gefunden und Freitas schließlich nach zwei Wochen freigelassen.
In den 1990er Jahren floh Freitas nach Australien, erhielt dort Asyl und erreichte dort einen Abschluss in Politikwissenschaften und Medizin an der University of Queensland. Zuerst arbeitete sie dann in einem Krankenhaus in Brisbane, bevor sie bei der Royal Australian Navy als medizinischer Offizier und Übersetzer in Dienst trat, an Bord eines Patrouillenbootes, das Flüchtlingsboote nach Australien abfing. Außerdem arbeitete Freitas als Drogen- und Alkoholberaterin im Northern Territory. 2000 wurde Freitas Mitglied des National Consultative Council und seines Nachfolgers, dem National Council, während der UN-Verwaltung des Landes.
Bei den Präsidentschaftswahlen in Osttimor 2007 hatte sie zunächst ihre Kandidatur zunächst angekündigt, dann aber aufgrund der „ärmlichen und instabilen Situation“, die keine korrekten Wahlen zulassen würden, abgesagt.
Für die Präsidentschaftswahlen in Osttimor 2012 kündigte Freitas am 12. Januar erneut ihre Kandidatur an. Scharf kritisiert sie Staatspräsident José Ramos-Horta und Premierminister Xanana Gusmão, die sie für Korruption in der Regierung und Armut in der Bevölkerung verantwortlich macht. Am 14. Februar lehnte das Oberste Gericht Osttimors allerdings eine Zulassung von Freitas zu den Wahlen ab, da sie nicht genügend Unterstützer nachweisen könne. Von den 7500 Unterstützungsunterschriften für Freitas, die abgegeben wurden, seien nur 4477 als gültig anerkannt worden. 5000 sind mindestens notwendig. Zudem hätte Freitas nach dem Gesetz 100 Unterstützer aus jedem der 13 Distrikte des Landes nachweisen müssen. Freitas legte gegen die Ablehnung erfolglos Berufung ein.
Am 1. Februar 2017 kündigte Freitas an, dass sie zu den Präsidentschaftswahlen 2017 antreten werde.  Bei der Abstimmung am 20. März erhielt Freitas nur 0,84 % der Stimmen.

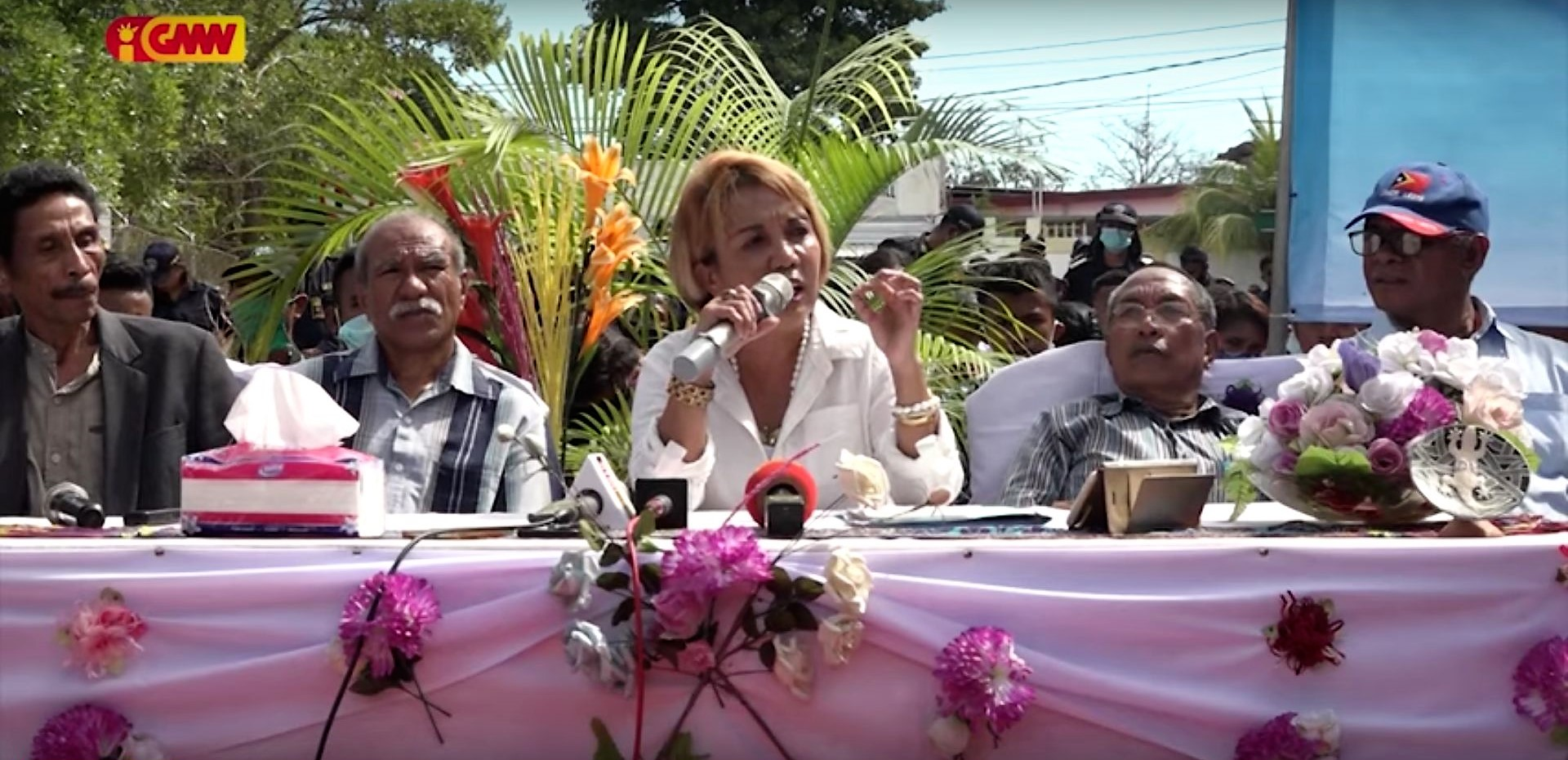
Angela Freitas und weitere Führer der RNDJK (17. Juli 2020)

2020 gründete Freitas die Resistensia Nasional Defende Justisa e Konstituisaun RDTL (RNDJK). Die Gruppe fordert den Rücktritt von Präsident Francisco Guterres forderte, da er die Verfassung nicht respektiere und eher im Interesse seiner Partei, der FRETILIN handle. Guterres hatte sich geweigert, Mitglieder des CNRT zum Minister zu ernennen, wie es die Regierungskoalition vorgeschlagen hatte. Letztlich scheiterte die Koalition mit an der Blockade des Präsidenten und der CNRT wurde durch die FRETILIN in der Regierung ausgetauscht. Für den 4. September plante Freitas eine Demonstration, die auch von der Polizei (PNTL) genehmigt wurde. Wenige Tage vorher drohte aber Armeechef Lere Anan Timur ihr mit der Verhaftung und ließ Soldaten in der Nähe des PT-Hauptquartiers postieren. Freitas erklärte daraufhin, sie werde den Sitz daher vorerst nicht mehr betreten.
Am 26. August 2021 kündigte Freitas an, sie wolle bei den Präsidentschaftswahlen 2022 wieder kandidieren. Sie erklärte, im Falle eines Wahlsieges die Regierung zu entlassen, die Verantwortlichen inklusive Premierminister Taur Matan Ruak vor Gericht zu stellen und Xanana Gusmão als geschäftsführenden Regierungschef einsetzen zu wollen. Freitas schied in der ersten Runde der Wahlen aus. Sie hatte nur 711 Stimmen (0,1 %) erhalten.